# Шлапань
Шлапа́нь — село в Україні, у Любешівській селищній громаді Камінь-Каширського району Волинської області.
Населення становить 163 особи. До 2020 орган місцевого самоврядування — Дольська сільська рада.

## Населення
Згідно з переписом УРСР 1989 року чисельність наявного населення села становила 259 осіб, з яких 122 чоловіки та 137 жінок.
За переписом населення України 2001 року в селі мешкали 162 особи. 100 % населення вказало своєю рідною мовою українську мову.